# خوان فيلار
خوان فيلار (بالإسبانية: Juan Villar Vázquez) (19 مايو 1988 بأروتشي في إسبانيا - ) هو لاعب كرة قدم إسباني في مركز الوسط. لعب مع ريكرياتيفو ونادي تينيريفي ونادي قادش وCD San Roque de Lepe ‏.

## روابط خارجية
- خوان فيلار على موقع قاعدة بيانات كرة القدم.إي يو (الإنجليزية)
- خوان فيلار على موقع Soccerway.com (الإنجليزية)
- خوان فيلار على موقع AS.com (الإسبانية)